# A Tale of Two Coreys
A Tale of Two Coreys è un film televisivo del 2018 diretto da Steven Huffaker.

## Trama
Il film racconta la storia vera degli attori Corey Feldman e Corey Haim. Ottenuto il successo grazie al film campione di incassi Ragazzi perduti, i due diventando ben presto due idoli dei teenager, ma mentre le loro carriere raggiungono l'apice, le loro vite private si trasformano presto in un incubo fatto di feste e droga. Quando i ruoli offerti diventano sempre di meno e la loro vita è continuamente sui tabloid scandalistici, Feldman troverà il coraggio di cambiare vita disintossicandosi, sposandosi ed avendo dei figli. Haim tenterà un ritorno sulle scene recitando con l'amico nello show The Two Coreys ma la sua vita terminerà prematuramente per cause naturali.

## Produzione

### Cast
Jamison Newlander, che interpreta un poliziotto in questo film, ha recitato con entrambi i Coreys nel film Ragazzi perduti.